# Esperança Mangaze
Esperança António Cau Mangaze, kurz Esperança Mangaze (geboren am 14. Mai 1965 in Lourenço Marques, Portugiesisch-Ostafrika) ist eine mosambikanische Unternehmerin.

## Leben

### Jugend und Ausbildung
Esperança António Cau wurde am 14. Mai 1965 in der Hauptstadt der portugiesische Kolonie Mosambik, Lourenço Marques, als eines von sechs Kindern in sehr einfachen Verhältnissen  geboren. Ihre Eltern, die Landwirte waren, hatten Mühe die Kinder zu ernähren. Zudem litt Cau bereits seit früheren Jahren an einer chronischen Mittelohrentzündung.
Nach ihrer Grundschulausbildung besuchte Cau von 1978 bis 1980 die Escola Secundária Estrela Vermelha im Stadtteil Alto Maé der Hauptstadt und lebte zeitweise im Internat, da die Entfernung zwischen der Schule und ihrem Haus zu weit war. Anschließend besuchte sie von 1981 bis 1983 die Berufsschule Escola Industrial de Matola in Matola, wo sie Elektrotechnik für Großbetriebe studierte. Aufgrund sehr guter Noten erhielt Cau ein Stipendium für eine Fortsetzung ihrer Ausbildung an der Escola Industrial Pedagógico in der nordmosambikanischen Stadt Nampula. In Nampula schloss sie ihre Berufsausbildung mit einer Spezialisierung auf Starkstromtechnik zwischen 1984 und 1986 ab.

### Gründung vonFolha Verde
Ursprüngliche hatte Cau die Intention im Ausland mithilfe eines Stipendiums zu studieren. Nachdem sie Mário Fumo Bartolomeu Mangaze kennenlernte, blieb sie jedoch in Mosambik und zog mit Mangaze 1988 nach Maputo, wo sie ihn auch am 2. September 1989 heiratete und seinen Nachnamen annahm. Zeitgleich wurde Mário Mangaze zum Vorsitzenden des mosambikanischen Verfassungsgerichts ernannt.
In ihrem gemeinsamen neuen Haus entdeckte Esperança Mangaze ihre Vorliebe für die Pflanzendekoration. Nach langem Zögern kaufte das Ehepaar ein Gelände in der Maputoer Vorstadt Matola, wo Esperança Mangaze ein Unternehmen für florale Dekoration mit dem Namen Folha Verde (dt.: Grünes Blatt) gründete. Das Unternehmen gehört heute zu den bekanntesten der Branche im gesamten Land. Zudem sind die Veranstaltungsflächen – in Matola sowie im Maputoer Jardim dos Namorados – ein gefragter Ort für Veranstaltungen jeder Art.
Mangaze gründete später ein Veranstaltungsunternehmen mit dem Namen Melina. Zudem ist sie Inhaberin der Zeitschrift Noivas e Eventos (deutsch: Bräute und Veranstaltungen).